# Mestesaat
Mestesaat ist eine alte Flächeneinheit, die vor allem im Altkreis Siegen verwendet wurde. 1 Mestesaat war etwa 30 Quadratruten oder 425 m² groß. Dabei rührt der Name "Mäsde" einerseits von dem alten Getreidemaß Metze und andererseits von dem Gefäß gleichen Namens. Es war aus Buchenholz gefertigt, mit dem das Getreide bei der Aussaat getragen wurde. Die Hafermesten waren dabei wegen des geringeren Hafergewichts mit 37,5 cm im Durchmesser und 19,5 cm Höhe etwas größer als die Korn- oder Roggenmesten (34,5 cm bzw. 17,5 cm). Da eine Meste für eine bestimmte Feldgröße verwendet wurde, ergab sich daraus, dass der Hafer etwas dichter gesät wurde.